# Claude-Joseph Dorat
Claude-Joseph Dorat, född 31 december 1734, död 29 april 1780, var en fransk författare.
Dorat var ursprungligen advokat, senare militär. Han förbrukade senare större delen av sin tid och förmögenhet på författande. Dorat odlade de flesta poetiska genrer, som förekom på 1700-talet, skrev sorgespel som Régulus, lustspel som Le célibataire, fabler, heroider, poésies fugitives, en lärodikt som skådespelarkonsten - La déclamation théâtrale och så vidare. En viktig uppgift fyllde han med sin bok L'idée de la poésie allemand, där han försökte väcka sina landsmäns intresse för den tyska litteraturen. Hans poem Le désir har varit formell förebild för Johan Henric Kellgrens Den nya skapelsen.